# جان کندرو
سر جان کادری کندرو (به انگلیسی: Sir John Cowdery Kendrew) (زاده ۲۴ مارس ۱۹۱۷ – درگذشته ۲۳ اوت ۱۹۹۷)، بیوشیمیست انگلیسی است که در سال ۱۹۶۲ جایزه نوبل در شیمی را برای مطالعات خود به روی ساختارهای پروتئین‌های کروی به‌طور مشترک به همراه ماکس اف پراتز دریافت کرد.